# Vattetot-sous-Beaumont
Vattetot-sous-Beaumont is een gemeente in het Franse departement Seine-Maritime (regio Normandië) en telt 490 inwoners (1999). De plaats maakt deel uit van het arrondissement Le Havre.

## Geografie
De oppervlakte van Vattetot-sous-Beaumont bedraagt 6,9 km², de bevolkingsdichtheid is 71,0 inwoners per km².
De onderstaande kaart toont de ligging van Vattetot-sous-Beaumont met de belangrijkste infrastructuur en aangrenzende gemeenten.

## Demografie
Onderstaande figuur toont het verloop van het inwonertal (bron: INSEE-tellingen).